# Tala Allam
Tala Allam ou Tala Alam est un douar kabyle (village) situé sur le flanc sud-ouest de la montagne Redjaouna qui surplombe la ville de Tizi Ouzou dans la Grande Kabylie en Algérie.

## Localisation
Le village de Tala Allam se situe au centre de la Wilaya de Tizi Ouzou.

## Histoire
Le douar kabyle (village) de Tala Allam a été fondé par la famille Belhocine, originaire du village de Sidi Belloua situé au sommet de la montagne Redjaouna qui surplombe la ville de Tizi Ouzou.
Saïd Belhocine, né en 1842, et ses frères ont bâti les premières maisons de Tala Allam.
Le choix de l'emplacement de ce village a été en aval d'une source d'eau naturelle qui s'appelait en kabyle "Tala Allam" et dont la signification est "Source du drapeau".